# Adrian Quist
Adrian Karl Quist (Medindie, 4 agosto 1913 – Sydney, 17 novembre 1991) è stato un tennista australiano.
Ha conquistato 2 tornei del Grande Slam in singolare e 14 in doppio.

## Carriera
Vinse per tre volte gli Australian Open in singolare ma viene ricordato principalmente per i risultati nel doppio maschile, insieme a John Bromwich vinse 8 consecutivi titoli degli Australian Championships e altri due in coppia con Don Turnbull.

È stato inserito nella International Tennis Hall of Fame nel 1984.

Adrian Quist inoltre rimase l'australiano con il maggior numero di vittorie in Coppa Davis fino al 18 settembre 2010 quando Lleyton Hewitt superò quel record.

## Finali del Grande Slam

### Vinte (3)
| Anno | Torneo                       | Avversario in finale | Risultato               |
| 1936 | Australian Championships     | Jack Crawford        | 6–2, 6–3, 4-6, 3-6, 9–7 |
| 1940 | Australian Championships (2) | Jack Crawford        | 6-3, 6–1, 6–2           |
| 1948 | Australian Championships (3) | John Bromwich        | 6-4, 3–6, 6–3, 2-6, 6-3 |

### Perse (1)
| Anno | Torneo                   | Avversario in finale | Risultato     |
| 1939 | Australian Championships | John Bromwich        | 4-6, 1-6, 3-6 |